# Ride to Hell: Retribution
Ride to Hell: Retribution is een action-adventurespel ontwikkeld door Eutechnyx en uitgegeven door Deep Silver. Het spel kwam in Europa uit op 28 juni 2013 voor de PlayStation 3, Windows en de Xbox 360.

## Recensies
| Recensiescore       | Recensiescore                                             |
| Recensieverzamelaar | Score                                                     |
| ------------------- | --------------------------------------------------------- |
| GameRankings        | 10,00% (PlayStation 3) 12,00% (Windows) 15,00% (Xbox 360) |
| Publicist           | Score                                                     |
| Eurogamer           | 1/10                                                      |
| Game Informer       | 2/10                                                      |
| GameSpot            | 1/10                                                      |
| IGN Benelux         | 3/10                                                      |
| Power Unlimited     | 1/10                                                      |

Ride to Hell: Retribution is wereldwijd uiterst slecht ontvangen. Zo kon Eurogamer geen enkel positief punt in het spel vinden en gaf het spel een 1 uit 10, alvorens een hoop problemen met spel op te sommen, waaronder de hoeveelheid laadschermen en saaie cutscenes, het onbegrijpelijke verhaal, de stiltes die vallen tijdens dialogen, repetitieve alsmede saaie melee gevechten, geluidseffecten die niet starten, muziek dat niet speelt, vrouwen die als objecten worden gebruikt en meer. GameSpot gaf het spel ook een 1, wat Ride to Hell: Retribution het tweede spel maakt dat ooit een 1 heeft gekregen op GameSpot, na Big Rigs: Over the Road Racing. Andere recensenten waaronder Game Informer en IGN Benelux ondervonden dezelfde problemen en irritaties bij Ride to Hell: Retribution en gaven respectievelijk het spel een twee en een drie.

## Platforms
| Platform      | Jaar |
| ------------- | ---- |
| PlayStation 3 | 2013 |
| Windows       | 2013 |
| Xbox 360      | 2013 |

## Ontvangst
| Beoordeeld door         | Jaar | Platform      | Score |
| ----------------------- | ---- | ------------- | ----- |
| Cheat Code Central      | 2013 | Xbox 360      | 40%   |
| 4Players.de             | 2013 | Windows       | 25%   |
| GameStar (Duitsland)    | 2013 | Windows       | 23%   |
| 4Players.de             | 2013 | PlayStation 3 | 20%   |
| Game Informer Magazine  | 2013 | Xbox 360      | 20%   |
| Hardcore Gamer Magazine | 2013 | Xbox 360      | 20%   |
| 4Players.de             | 2013 | Xbox 360      | 20%   |
| Meristation             | 2013 | Xbox 360      | 20%   |
| The Digital Fix         | 2013 | Xbox 360      | 10%   |